# Swalenik
Swalenik (bułg. Сваленик) – wieś w Bułgarii, w obwodzie Ruse, w gminie Iwanowo. Według danych szacunkowych Ujednoliconego Systemu Ewidencji Ludności oraz Usług Administracyjnych dla Ludności, 15 czerwca 2020 roku miejscowość liczyła 805 mieszkańców.

## Osoby związane z miejscowością

### Urodzeni
- Iwan Draganow (1860–1930) – bułgarski ochotnik z Kompanii Piątej podczas Wojny Wyzwoleńczej
- Ilija Nedkow (1958) – bułgarski judoka